# Papinsko vijeće za jedinstvo kršćana
Papinsko vijeće za jedinstvo kršćana jedno je od papinskih vijeća (dikasterija) Rimske kurije, zaduženo za promociju jedinstva kršćana.
Papa Ivan XXIII. utemeljio je Tajništvo za jedinstvo kršćana 5. lipnja 1960., što je bila jedna od pripremnih komisija vijeća. Kardinal Augustin Bea, S.I., bio je njegov prvi predsjednik.
Papa Pavao VI. potvrdio je Tajništvo za jedinstvo kršćana kao stalni odjel Rimske kurije 1966. godine. Apostolskom konstitucijom Pastor Bonus pape Ivana Pavla II., 28. lipnja 1988. promijenjen je naziv koji se koristi i danas.
Papinsko vijeće za jedinstvo kršćana promiče ekumenski duh u Katoličkoj Crkvi, u skladu s dekretom Unitatis redintegratio Drugoga vatikanskog koncila te razvija dijalog i suradnju s drugim kršćanskim Crkvama.
Trenutno Papinsko vijeće bavi se međunarodnim teološkim dijalogom sa sljedećim Crkvama:
- Pravoslavna crkva
- Koptska crkva
- Anglikanska zajednica
- Luterani
- Svjetski metodistički savjet
- Svjetski baptistički savez
- Neke pentekostalne zajednice.

Papinsko vijeće nastoji promicati jedinstvo i s evangelicima. Povjerenstvo Svete Stolice za vjerske odnose sa Židovima također je postavljeno unutar ovoga Papinskog vijeća.